# Cirripectes gilberti
Cirripectes gilberti és una espècie de peix de la família dels blènnids i de l'ordre dels perciformes.

## Morfologia
- Els mascles poden assolir 9,3 cm de longitud total.[3][4]

## Reproducció
És ovípar.

## Hàbitat
És un peix marí de clima tropical i associat als esculls de corall que viu entre 0-8 m de fondària.

## Distribució geogràfica
Es troba a Sud-àfrica, Comores, les Seychelles, Chagos i l'extrem nord de Sumatra.